# サザン・ハウンド
サザン・ハウンド（英：Southern Hound）は、イギリスのイングランド原産のセントハウンド犬種のひとつである。別名はオールド・イングリッシュ・ハウンド（英：Old English Hound）、ヘビー・ファインダー（英：Heavy Finder）、肩書きは「威厳のある厳粛な風采」。

## 歴史
生い立ちに関しては不明な点が多いが、古代ブリトン人が大型の獲物を狩る際に使ったという記述が存在している。これが事実であるとすると11世紀にイギリスにもたらされたノルマン・ハウンドより前に存在したことを意味する。また、よく似た姿をしていたイングリッシュ・スタッグハウンドはノルマン・ハウンドから誕生したと見られていることから全く別の犬種ということもなる。
主に雄鹿狩りをすることを専門として、身分の高い人に用いられていた。パックでシカの臭いを追跡し、発見すると自らの手で仕留めた。
雄鹿狩りの隆盛に伴って人気も上昇し頭数も増加したが、後にシカの頭数が激減し、雄鹿狩りがキツネ狩りに取って代わられるようになると需要がなくなり絶滅寸前となった。このためサザン・ハウンドはキツネ狩りに適応させるために他犬種と交配され、1800年代に絶滅した。
犬種としては絶えてしまったもののサザン・ハウンドの遺伝子は他の犬種に受け継がれた。サザン・ハウンドと古代のサイトハウンド種と掛け合わせたことによって、小型かつ運動神経のいいイングリッシュ・フォックスハウンドが誕生した。また、今となっては絶滅したキブル・ハウンドもサザン・ハウンドとビーグルを基礎に作出されたとされている。この他、オッターハウンドの直接の祖先であるという説もある。
なお、19世紀にアメリカ合衆国南部の州で奴隷追跡犬として使役されたとされているが、これはブラッドハウンドと密接な関係があるという説があったことから混同された誤解である。奴隷追跡犬に使われたのはフォックスハウンドにキューバン・マスティフを交配したキューバン・ブラッド・ハウンドと呼ばる犬であった。

## 特徴
大型で力の強い重量があるセントハウンドである。胴はやや長めで頑丈、脚も長い。頚部も太くしっかりしていて、マズルの長さは普通だがあごの力は強靭である。コートは硬めのスムースコートで、毛色はホワイトをベースとしてそこにブラックやタンなどの斑が入ったもトライカラーである。耳は垂れ耳、尾は飾り毛のない先細りの垂れ尾。深く甘い声をしており、抜群の嗅覚を持っていた。